# 烏米翁峰
42°44′07″N 3°11′38″W / 42.73528°N 3.19389°W

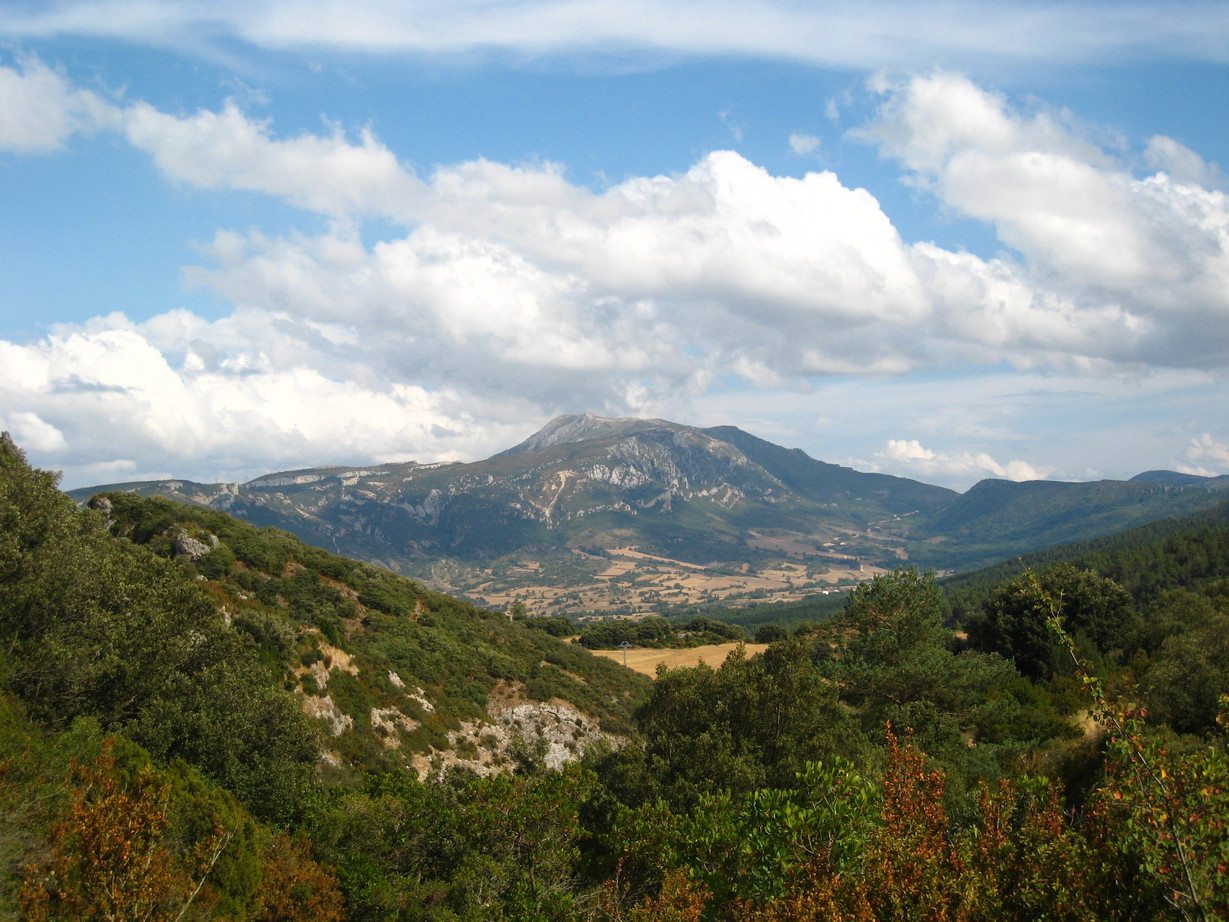

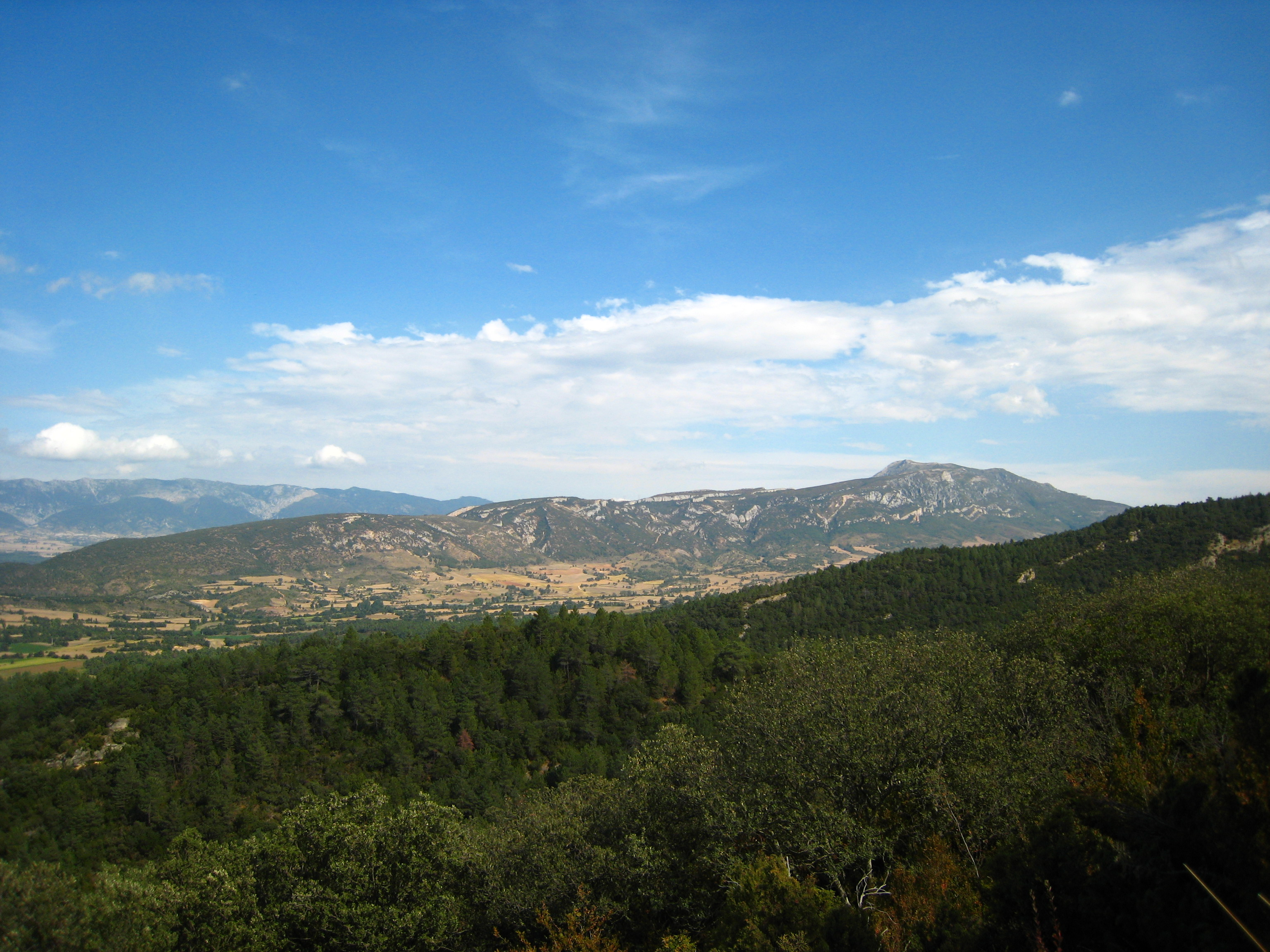

烏米翁峰（西班牙語：Pico Humión），是西班牙的山峰，位於該國北部卡斯蒂利亞-萊昂的布爾戈斯省，屬於坎塔布連山脈中奧巴雷內斯山脈的一部分，海拔高度1,435米。